# Anton Deindl
Anton Deindl (* 12. Juni 1859 in Dörndorf, Bezirksamt Eichstätt; † 10. April 1925 in Wallnsdorf) war ein deutscher Politiker, Distriktsrat und Landwirt.
Deindl war zwischen 1905 und 1918 für den Stimmkreis Neumarkt/Opf in der Kammer der Abgeordneten (19., 20. und 21. Wahlperiode) der Bayerischen Ständeversammlung. Er gehörte mehreren Ausschüssen an, darunter der Ausschuss zur Beratung des Entwurfs einer Kirchengemeindeordnung, der Ausschuss zur Beratung des Entwurfs eines Gesetzes über die Haltung und Körung der Bullen, Eber, Ziegen- und Schafböcke und der Ausschuss zur Beratung des Entwurfs eines Gemeindebeamtengesetzes.
Deindl war römisch-katholisch und Mitglied der Deutschen Zentrumspartei.